# Pietro Ronzoni

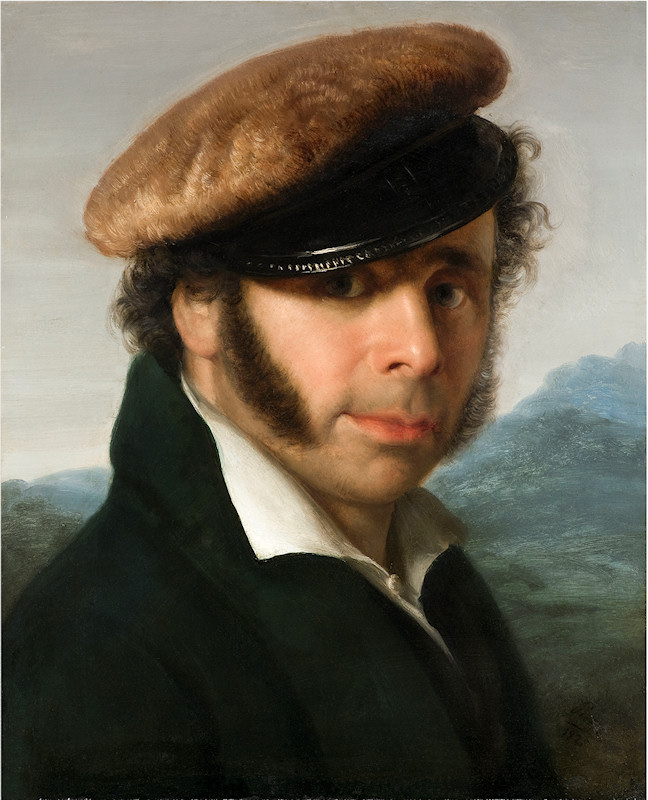
Ritratto di Pietro Ronzoni
Giovanni Carnovali, 1825, (Fondazione Cariplo)

Pietro Maria Ronzoni (Sedrina, 28 novembre 1781 – Bergamo, 29 aprile 1862) è stato un pittore italiano.

## Biografia
Nato a Sedrina da Francesca Badala e Bartolomeo, dal 1801 studia disegno di figura all'Accademia Carrara di Bergamo sotto la guida del fiorentino Pietro Saltini e alla fine del 1802 completa la formazione a Roma con il collega Bortolo Fumagalli (1781-1863), sotto la guida del mantovano Luigi Campovecchio e del paesista francese François Marius Granet.

Qui viene a contatto con diversi esponenti del Neoclassicismo e del nascente Romanticismo, conosce Angelica Kauffmann e Antonio Canova e stringe amicizia con numerosi artisti, tra cui Pelagio Palagi, Martin Verstappen, Hendrik Voogd. 
Nel 1809 torna a Bergamo dove opera, a fianco dell'anziano collega Paolo Vincenzo Bonomini, come scenografo presso il teatro Riccardi e il teatro Sociale; in questo periodo viene nominato professore di paesaggio all'Accademia Carrara allora diretta da Giuseppe Diotti, cui è legato da profonda amicizia e da una stretta collaborazione professionale (Paesaggio del 1814 viene realizzato a quattro mani, Diotti si occupa delle figure, Ronzoni dei paesaggi).
Nel 1815 si trasferisce a Verona presso il podestà Da Persico affermandosi come paesaggista di successo, attivo per una colta committenza internazionale: nel 1819 l'Accademia di Belle Arti di Verona lo nomina accademico d'onore.
Dal 1824 è di ritorno a Bergamo, dove sposa Giacinta Ceresoli e viene nominato socio onorario dell'Ateneo di scienze, lettere e arti di Bergamo; nel 1834 partecipa alla prima delle esposizioni annuali dell'Accademia Carrara.
Dal 1840 la sua pittura, influenzata fin dagli esordi dai paesaggisti francesi, si rinnova verso una maggiore resa atmosferica della visione adottando una pennellata sfatta e morbida. Questa produzione matura risente dei modelli di Giuseppe Canella e della pittura innovativa dell'amico Piccio Carnovali.
Espone alla Prima Esposizione Italiana tenuta nel 1861 a Firenze con Paese.
Indebolito da una salute cagionevole e dal dolore per le gravi patologie psichiche sofferte dalla moglie, muore a Bergamo il 26 Aprile 1862: in origine sepolto nell'antico cimitero di Valtesse, è ricordato da una lapide posta presso il cimitero monumentale di Bergamo.

## Stile
Pittore paesaggista, inizialmente legato alla tradizione seicentesca (Domenichino) e settecentesca (il paesaggismo eroico di Claude Lorrain e Nicolas Poussin) e di impostazione neoclassica, attua un rinnovamento della pittura di paesaggio e di veduta che si pone in continuità con il vedutismo veneziano settecentesco e influenzerà numerosi artisti posteriori come Luigi Deleidi, Costantino Rosa, Luigi Bettinelli e il conte Andrea Marenzi (1823-1891).
Molto attento nei confronti delle peculiarità e dei costumi regionali, si serve della pittura come strumento di narrazione della vita sociale contemporanea e della veduta urbana, rappresentando Bergamo in tutte le sue stratificazioni sociali e con grande fedeltà al dato reale.
A partire dagli anni Venti, Ronzoni ottiene numerose commissioni da importanti esponenti della società bergamasca, rivolte all'illustrazione delle loro attività imprenditoriali, come in La filanda, il quadro più noto del Ranzoni.
Ampia la produzione di schizzi, disegni e acquerelli, realizzati in particolare negli anni cinquanta.

## Opere principali

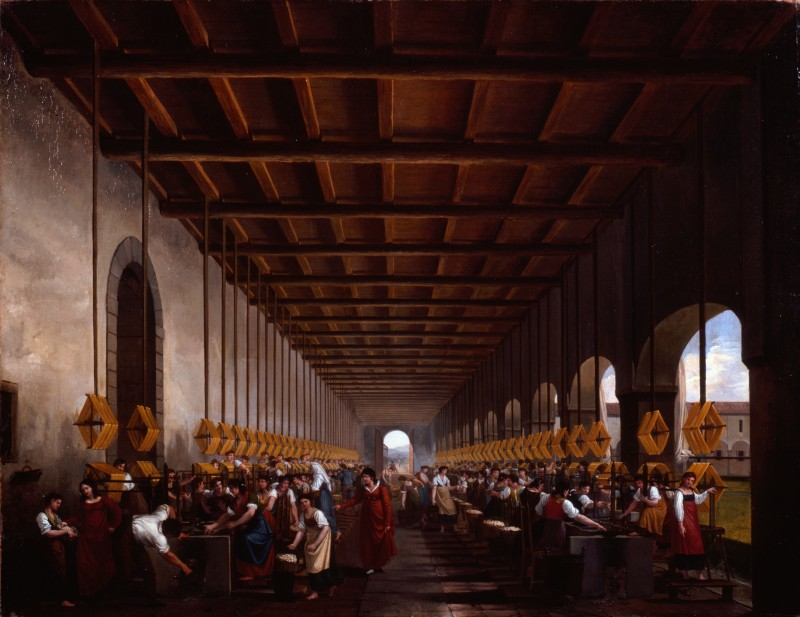
Pietro Ronzoni, Filanda nel bergamasco (1825-1830), olio su tela, (Fondazione Cariplo)

- Libro dei disegni tratti dal vero in Roma e dintorni (1806), olio su tela, Accademia Carrara, Bergamo;
- Veduta dell’Augusteo da palazzo Corea (1808), olio su tela, collezione privata;
- Paesaggio con figure (Campagna romana) (1814), olio su tela, Accademia Carrara, Bergamo[10];
- Paesaggio con monti e acque (1815), olio su tela, collezione privata;
- Veduta di Casa Canonici in Bergamo Alta (1817), olio su tela, collezione privata;
- Veduta di Verona con Sant'Anastasia vista dall'Isolo (1818), olio su tela, Patrimonio Culturale Banco BPM[11];
- Paesaggio con tempesta (1820), olio su tela, collezione privata[12];
- Scorcio con l'ala dell'Arena (1820), olio su tela, collezione privata;
- La tempesta (1821), olio su tela, collezione privata;
- Paesaggio con scena classica (La Primavera) (1824), olio su tela, Fondazione Cariplo[13];
- Paesaggio con danza classica (L'Autunno) (1824), olio su tela, Fondazione Cariplo[13];
- Filanda nel bergamasco (1825-1830), olio su tela, Fondazione Cariplo[14];
- Villa Canton a Trescore Balneario (1830), olio su tela, collezione privata;
- Palazzi Bassi e Maffeis (1830), olio su tela, collezione privata;
- Veduta ideale della valle di Astino (1833), olio su tela, Palazzo Frizzoni, Bergamo[15];
- Veduta di Astino con passo della Madonna del Bosco (1833), olio su tela, Palazzo Frizzoni, Bergamo[16];
- Complesso di Sant'Agostino: veduta meridionale dal Baluardo di San Michele (1837), olio su tela, Quadreria dell'Ottocento, Milano;
- Paesaggio (non datata), olio su tela, Musei civici di Pavia[17].